# David (patronyme)
Pour les articles homonymes, voir David.
Cette page présente le nom de famille David ainsi que ses variantes.
David est un patronyme d'origine biblique.

## Occurrence
David est le 16e nom de famille le plus porté en France.

## Étymologie
David vient du prénom David.

## Personnalités portant ce patronyme
David est un nom de famille notamment porté par :
patronyme composé ayant son propre article
- Timon-David  ;

personnalités
- Alberto David (1970-), joueur d'échecs luxembourgeois puis italien ;
- Alexandra David-Néel (1868-1969), orientaliste, chanteuse d'opéra, journaliste, écrivain et exploratrice française ;
- Alain David
- Alice David (1987-), actrice française
- Anan ben David, fondateur d'un groupe central du mouvement karaïte, les « ananites » ;
- André David
- Anne-Marie David (1952-), chanteuse française ;
- Annie David (1963-), personnalité politique française ;
- Armand David (1826-1900) missionnaire lazariste, zoologiste et botaniste français ;
- Athanase David (1882-1953), avocat et homme politique québécois ;
- Augustin David (1812-1882), prélat français ;
- Benjamin David (1994-), rameur d'aviron français ;
- Bernard David  ;
- Bruno David (1954-), naturaliste français ;
- Carole David (1955-), poète et romancière québécoise ;
- Catherine David
- Chantal David (née en 1964), mathématicienne canadienne ;
- Charles David
- Charles-Marie David (1780-1868), homme politique français ;
- Charles-Philippe David, Professeur de science politique à l'Université du Québec ;
- Charlotte David, costumière française ;
- Christian David
- Coralie David (1983-), chercheuse en lettres modernes, autrice et éditrice de jeux de rôle française ;
- Craig David (1981-), chanteur britannique ;
- Damiano David (1999-), chanteur et auteur-compositeur italien, leader du groupe de rock Måneskin ;
- Daniel David (1949-), footballeur français ;
- Dominique David  ;
- Edgeworth David (1858-1934), géologue britannique ;
- Édouard David
- Eleanor David (1955-), actrice britannique
- Ellen David, actrice canadienne ;
- Enry David (née en 1948), chanteuse d'origine philippine ;
- Ernest David (1824-1886), musicologue français ;
- Eva David (1964-), metteuse en scène et romancière française ;
- Félicien David (1810-1876), compositeur français ;
- Ferdinand David (1810-1873), violoniste et compositeur allemand ;
- Ferdinand Benjamin David (1796-1879), homme politique français ;
- Fernand David (1869-1935), homme politique français ;
- Fernand David (1872-1927), sculpteur français ;
- Florence Nightingale David (1909-1993), une statisticienne anglaise ;
- Franck David (1970-), ancien véliplanchiste français ;
- François David
- Françoise David (1948-), militante et femme politique féministe et altermondialiste du Québec ;
- Gabrielle David (1884- ?), peintre française ;
- Georges David, (1878-1963), auteur français ;
- Georges David, (1923-2018), médecin français ;
- Gérard David (v. 1460-1523), peintre néerlandais ;
- Gilbert David, professeur, critique et essayiste québécois ;
- Gilles David (1956-), comédien français ;
- Giacomo David (1750-1830), ténor italien ;
- Giovanni David
- Guy David
- Hadrien David (2004-), pilote automobile français
- Hal David (1921-2012), parolier américain ;
- Henri David
- Hermine David (1886-1970), artiste française ;
- Herta David (1908-1963), juriste allemande ;
- Irénée François David (1791-1862), homme politique français ;
- Jacques David
- Jacques-Louis David (1748-1825), célèbre peintre français ;
- Jan Baptist David (1801-1866), écrivain et historien flamand ;
- Jean David  ;
- Jean-Antoine David (1767-1799), général de brigade français ;
- Jean-Louis David (1934-2019), coiffeur visagiste français ;
- Jean-Paul David (1912-2007), homme politique français ;
- Jean-Pierre David (1737-1784), physicien français ;
- Johann Nepomuk David (1895-1977), compositeur autrichien ;
- José David (1913-1983), compositeur et musicographe français ;
- Jules David (1848-1923), photographe français ;
- Jules David (en) (1808–1892), peintre et illustrateur français ;
- Julien David (1978-), créateur de mode français ;
- Karen David (1979-), actrice britannique ;
- Keith David (1956-), acteur américain ;
- Krisztina Dávid (1975-), tireuse hongroise ;
- Larry David (1947-), scénariste, acteur, producteur et réalisateur américain ;
- Laurent David (1971-), footballeur français ;
- Laurent-Olivier David (1840-1926), avocat, journaliste, homme politique et historien canadien ;
- Louis Théodore David (1856-1931), avocat, maire d'Andernos, conseiller général de la Gironde, sénateur de la Gironde ;
- Louis David (1927-2016), géologue et paléontologue français ;
- Louis David-Deschamps (1801-1865), homme politique français ;
- Lucas David (1503-1583), historien d'expression allemande ;
- Lukas David (1934-2021), violoniste autrichien ;
- Marc David, chef d'orchestre québécois ;
- Marie-Charles David de Mayrena (1842-1890), aventurier français ;
- Mario David  ;
- Martine David (1952-2025), femme politique française ;
- Maurice David  ;
- Michael David (1930-), acteur britannique ;
- Michael Stahl-David (1982-), acteur américain ;
- Michel David  ;
- Michel David-Weill (1932-), banquier français ;
- Michel-Antoine David dit David l’ainé, (v. 1707-1769), éditeur français ;
- Michèle David (1973-1999), haltérophile mauricienne ;
- Millie David (2005-), joueuse anglaise de rugby à XV ;
- Monique David  ;
- Mordekhaï ben David, chanteur hassidique américain ;
- Myriam David (1917-2004), psychanalyste, pédiatre et psychiatre française ;
- Nicol David (1983-), joueuse malaisienne de squash ;
- Nicolas David (1822-1874), littérateur français ;
- Nora David Ratcliff, baronne David (1913-2009), femme politique britannique ;
- Octave David (1878-1942), ouvrier-horloger et militant syndical et socialiste français ;
- Ophélie David (1976-), skieuse acrobatique française ;
- Pascal David (1956-) philosophe, germaniste et traducteur français ;
- Paul David (1843 – 1923), ingénieur et métallurgiste français ;
- Paul David (1919-1999), cardiologue québécois ;
- Peter David (1957-), homme politique grenadien ;
- Peter David (1956-2025), écrivain et scénariste de comics américain ;
- Pierre David  ;
- Pierre Jean David, dit David d'Angers (1788-1856), sculpteur, statuaire français ;
- Pierre Laurent Jean-Baptiste David (1772-1846), homme politique français ;
- Robert David (1873-1958), homme politique français ;
- Romain David (1982-), joueur français de rugby à XV ;
- Samuel David (1836-1895), compositeur français ;
- Sébastien David, dramaturge, acteur, metteur en scène et traducteur québécois ;
- Sébastien David (1976-), homme politique français ;
- Serge David (1932-1991), coureur cycliste français ;
- Steven David (1994-), joueur français de rugby à XV ;
- Suzanne David Hall (1927-2011), espionne pour la résistance française durant la Seconde Guerre mondiale ;
- Thayer David (1927-1978), acteur américain ;
- Thomas David (1948-), joueur de rugby à XV gallois ;
- Toussaint-Bernard Émeric-David, archéologue français, (1755-1839) ;
- Vanessa David, actrice française ;
- Victor David (1808-1874), industriel et homme politique belge ;
- Wilfried David (1946-2015), coureur cycliste belge ;
- William David (1969-), pilote et moniteur automobile français ;
- Yann David (1988-), joueur de rugby à XV international français.

## Personnalités portant ce patronyme comme pseudonyme
- F. R. David (1947-), chanteur français ;

## Personnage de fiction portant ce patronyme
- Ziva David, personnage fictif de la série télévisée NCIS : Enquêtes spéciales.